# Giancarlo Marinelli (basket-ball)
Giancarlo Marinelli, né le 4 décembre 1915, à Bologne, en Italie et décédé en 1987, est un joueur et entraîneur italien de basket-ball.

## Palmarès
- Finaliste du championnat d'Europe 1937, 1946
- Champion d'Italie 1946, 1947, 1948, 1949